# Bozas
Bozas ist eine französische Gemeinde mit 256 Einwohnern (Stand 1. Januar 2022) im Département Ardèche in der Region Auvergne-Rhône-Alpes.

## Geografie
Die Gemeinde liegt im Haut-Vivarais und grenzt an die benachbarten Kommunen Saint-Félicien und Saint-Victor. Die nächstgrößere Stadt ist Tournon-sur-Rhône in 14 Kilometern Entfernung. Die Flüsse Doux und Daronne durchqueren das Gemeindegebiet.

## Geschichte
Ab dem 12. Jahrhundert stand der Ort unter der Lehnsherrschaft der Familie Bosas. Später wurden sie von den Montmorin abgelöst. Im 17. Jahrhundert wurde das Gebiet der heutigen Gemeinde zur Markgrafschaft ausgeweitet, zu Gunsten der Ausweitung des Dorfes. Vom 13. bis ins 16. Jahrhundert befand sich ein Priorat im Ort. Am 18. Januar 1985 wurde der Name der Gemeinde von Bosas, dem Namen der ehemaligen Lehnsherren, zu Bozas umgeändert.

### Bevölkerungsentwicklung
| Jahr                       | 1962 | 1968 | 1975 | 1982 | 1990 | 1999 | 2006 | 2016 |
| Einwohner                  | 433  | 380  | 302  | 281  | 233  | 244  | 238  | 243  |
| Quellen: Cassini und INSEE |      |      |      |      |      |      |      |      |

## Kultur und Sehenswürdigkeiten
Bozas ist ein Dorf mit gut erhaltenem und pittoreskem Ortskern. Bekannt ist die Gemeinde für die antiken Überreste des Schlosses sowie das Feste Haus der Familie Nassas. Die Stadtmauer, die Mur de Boze, aus dem 19. Jahrhundert ist 1700 Meter lang und damit eine der größten der Region. Die örtliche Kirche Saint-Pierre ist ebenfalls aus dem 19. Jahrhundert. Den höchsten Punkt der Gemeinde bildet der Bois Madame mit 808 Metern, von dem aus man einen schönen Blick über das Dorf hat.